# Coppa delle nazioni del Golfo 2023
La Coppa delle nazioni del Golfo 2023 è stata la 25ª edizione del torneo. Si è svolta in Iraq per la prima volta dal 1979 e per la seconda in assoluto nel paese, dal 6 gennaio al 19 gennaio 2023. Tutte le partite della competizione si sono giocate nella città di Bassora. L'edizione è stata vinta dal Iraq, vittoriosa in finale sull'Oman, al suo quarto titolo dopo aver vinto la finale per 3-2 ai supplementari.

## Squadre partecipanti
| Nazione                      | Partecipazioni | Miglior risultato                                                              | Ranking FIFA (ottobre 2022) |
| ---------------------------- | -------------- | ------------------------------------------------------------------------------ | --------------------------- |
| Qatar                        | 25             | Vincitore (1992, 2004, 2014)                                                   | 50                          |
| Arabia Saudita               | 24             | Vincitore (1994, 2002, 2003-2004)                                              | 51                          |
| Iraq (paese organizzatore)   | 16             | Vincitore (1979, 1984, 1988)                                                   | 68                          |
| Emirati Arabi Uniti          | 24             | Vincitore (2007, 2013)                                                         | 70                          |
| Oman                         | 23             | Vincitore (2009, 2017-2018)                                                    | 75                          |
| Bahrein (campione in carica) | 25             | Vincitore (2019)                                                               | 85                          |
| Kuwait                       | 25             | Vincitore (1970, 1972, 1974, 1976, 1982, 1986, 1990, 1996, 1998, 2010)         | 149                         |
| Yemen                        | 10             | Fase a gironi (2003-2004, 2004, 2007, 2009, 2010, 2013, 2014, 2017-2018, 2019) | 155                         |

### Sorteggio
Il sorteggio della fase a gironi si è tenuto il 25 ottobre 2022 alle ore 11.00 locali, presso il Grand Millennium Al Seef di Bassora. Le otto squadre sono state divise in due gruppi da quattro, selezionando una squadra da ognuna delle quattro urne. Per il sorteggio, le squadre sono state allocate in quattro fasce secondo il ranking mondiale FIFA dell'ottobre 2022. La prima fascia vede la presenza dell'Iraq e dei campioni in carica del Bahrein.
| 1° Fascia                                      | 2° Fascia                      | 3° Fascia                          | 4° Fascia                |
| ---------------------------------------------- | ------------------------------ | ---------------------------------- | ------------------------ |
| Iraq (68) (ospitante) Bahrein (85) (detentore) | Qatar (50) Arabia Saudita (51) | Emirati Arabi Uniti (70) Oman (75) | Kuwait (149) Yemen (155) |

## Stadi
| Stadio Internazionale di Bassora | Stadio Olimpico di Al-Minaa |
| Capienza: 65 227                 | Capienza: 30 000            |
|                                  |                             |

## Ufficiali di gara
Arbitri
- Ma Ning
- Ali Sabah
- Abdullah Jamali
- Ahmed Al-Kaf
- Salman Falahi
- István Kovács
- Shukri Al-Hanfoush
- Adnan Al-Naqbi
- Ilgiz Tantashev

Assistenti
- Zhang Cheng
- Zhou Fei
- Rashid Abdi
- Rashad Al-Hakmani
- Ovidiu-Mihai Artene
- Vasile Marinescu
- Zahi Al-Shammari
- Khaled Ayed
- Sanjar Shayusupov

Addetti al VAR
- Fu Ming
- Mohanad Qasim Sarray
- Jérémie Pignard
- Rédouane Jiyed
- Abdullah Al-Marri
- Abdullah Al-Shehri
- Ahmed Darwish

## Fase a gironi

### Gruppo A
| Pos. | Squadra        | Pt | G | V | N | P | GF | GS | DR |
| ---- | -------------- | -- | - | - | - | - | -- | -- | -- |
| 1.   | Iraq           | 7  | 3 | 2 | 1 | 0 | 7  | 0  | +7 |
| 2.   | Oman           | 7  | 3 | 2 | 1 | 0 | 5  | 3  | +2 |
| 3.   | Arabia Saudita | 3  | 3 | 1 | 0 | 2 | 3  | 4  | -1 |
| 4.   | Yemen          | 0  | 3 | 0 | 0 | 3 | 2  | 10 | -8 |

| Bassora 6 gennaio 2023, ore 19:00 UTC+3 | Iraq          | 0 – 0 referto | Oman | Stadio Internazionale di Bassora (72 865 spett.)\| Arbitro: \| István Kovács \| |
| Arbitro:                                | István Kovács |               |      |                                                                                 |

| Arbitro: | Salman Falahi |

|  |           |                                   |
|  | Marcatori | 18’ Al-Nabit 34’ (rig.) Al-Juwayr |

| Arbitro: | Abdullah Jamali |

|                                          |           |                                  |
| Aman 2’ (A.g.) Al-Alawi 37’ Al-Sabhi 47’ | Marcatori | 12’ (Rig.) Al Matari 30’ Al-Dahi |

| Arbitro: | Adnan Al-Naqbi |

|  |           |                       |
|  | Marcatori | 30’ Bayesh 85’ Rostam |

| Arbitro: | Ilgiz Tantashev |

|                                                   |           |  |
| Nadhim 40’ Attwan 62’ Hussein 72’, 74’ H. Ali 88’ | Marcatori |  |

| Arbitro: | Ma Ning |

|              |           |                           |
| Al-Ammar 41’ | Marcatori | 34’ Al-Alawi 84’ Al-Saadi |

### Gruppo B
| Pos. | Squadra             | Pt | G | V | N | P | GF | GS | DR |
| ---- | ------------------- | -- | - | - | - | - | -- | -- | -- |
| 1.   | Bahrein             | 7  | 3 | 2 | 1 | 0 | 5  | 3  | +2 |
| 2.   | Qatar               | 4  | 3 | 1 | 1 | 1 | 4  | 3  | +1 |
| 3.   | Kuwait              | 4  | 3 | 1 | 1 | 1 | 2  | 3  | -1 |
| 4.   | Emirati Arabi Uniti | 1  | 3 | 0 | 1 | 2 | 2  | 4  | -2 |

| Arbitro: | Ahmed Al-Kaf |

|                            |           |                 |
| Al Aswad 60’ Al-Shaikh 77’ | Marcatori | 90+2’ Tagliabúe |

| Arbitro: | Ma Ning |

|  |           |                                |
|  | Marcatori | 23’ Surag 38’ (rig.) Alaaeldin |

| Arbitro: | Shukri Al-Hanfoush |

|  |           |                  |
|  | Marcatori | 90+3’ Al-Dhefiri |

| Arbitro: | Ilgiz Tantashev |

|               |           |                                  |
| Alaaeldin 34’ | Marcatori | 72’ (A.g.) Waad 89’ (Rig.) Helal |

| Arbitro: | István Kovács |

|                 |           |               |
| Al-Humaidan 26’ | Marcatori | 45’ Al-Khaldi |

| Arbitro: | Ali Sabah |

|                 |           |                |
| Al-Abdullah 88’ | Marcatori | 77’ Fábio Lima |

## Fase finale

### Tabellone
|  | Semifinali | Semifinali | Semifinali |      |            | Finale     | Finale | Finale |  |
|  |            |            |            |      |            |            |        |        |  |
|  | Iraq       | Iraq       | 2          |      |            |            |        |        |  |
|  | Iraq       | Iraq       | 2          |      |            |            |        |        |  |
|  | Qatar      | Qatar      | 1          |      |            |            |        |        |  |
|  | Qatar      | Qatar      | 1          |      | Iraq (dts) | Iraq (dts) | 3      |        |  |
|  |            |            |            |      | Iraq (dts) | Iraq (dts) | 3      |        |  |
|  |            |            | Oman       | Oman | 2          |            |        |        |  |
|  | Bahrein    | Bahrein    | Oman       | Oman | 2          | 0          |        |        |  |
|  | Bahrein    | Bahrein    |            |      |            |            |        |        |  |
|  | Oman       | Oman       | 1          |      |            |            |        |        |  |

### Semifinali
| Arbitro: | Ma Ning |

|                        |           |           |
| Bayesh 19’ Hussein 43’ | Marcatori | 28’ Surag |

| Arbitro: | Adel Al-Naqbi |

|  |           |                |
|  | Marcatori | 83’ Al-Yahmadi |

### Finale
| Arbitro: | István Kovács |

|                                             |           |                                        |
| Bayesh 24’ Attwan 115’ (Rig.) Younis 120+2’ | Marcatori | 90+10’ (Rig.) Al-Yahyaei 119’ Al-Malki |

| Iraq | Oman |

|                 |    |                      |        |       |
|                 |    |                      |        |       |
| GK              | 12 | Jalal Hasan (c)      |        |       |
| RB              | 6  | Alai Ghasem          |        | 106’  |
| CB              | 5  | Ali Fayez            |        |       |
| CB              | 4  | Mustafa Nadhim       |        |       |
| LB              | 15 | Dhurgham Ismail      |        | 86’   |
| DM              | 11 | Sherko Karim         | 120+6’ | 46’   |
| DM              | 16 | Amir Al-Ammari       |        | 90+7’ |
| RM              | 7  | Hussein Ali Al-Saedi |        | 90+2’ |
| AM              | 14 | Amjad Attwan         |        |       |
| LM              | 8  | Ibrahim Bayesh       |        |       |
| FW              | 18 | Ayman Hussein        | 55’    | 86’   |
| A disposizione: |    |                      |        |       |
| GK              | 1  | Fahad Talib          |        |       |
| CB              | 2  | Manaf Younis         | 106’   | 90+2’ |
| CB              | 3  | Zaid Tahseen         |        |       |
| FW              | 9  | Alaa Abbas           |        |       |
| MF              | 10 | Hasan Abdulkareem    | 90+5’  | 86’   |
| DM              | 13 | Rewan Amin           |        | 90+7’ |
| CB              | 17 | Hussein Ammar        |        |       |
| DM              | 19 | Mohammed Ali Abbood  | 109’   | 46’   |
| LW              | 20 | Hussein Jabbar       |        | 106’  |
| FW              | 21 | Aso Rostam           |        | 86’   |
| GK              | 22 | Ahmed Basil Fadhil   |        |       |
| MF              | 23 | Moammel Abdul-Ridha  |        |       |
| Allenatore      |    |                      |        |       |
| Jesús Casas     |    |                      |        |       |

|                  |    |                          |        |       |
|                  |    |                          |        |       |
| GK               | 1  | Ibrahim Al-Mukhaini      |        |       |
| RB               | 3  | Fahmi Durbin             |        |       |
| CB               | 6  | Ahmed Al-Khamisi         |        | 46’   |
| CB               | 2  | Mohammed Al-Musalami (c) | 114’   |       |
| LB               | 14 | Ahmed Al-Kaabi           |        |       |
| MF               | 8  | Zahir Al-Aghbari         |        | 104’  |
| MF               | 23 | Harib Al-Saadi           | 26’    |       |
| MF               | 10 | Jameel Al-Yahmadi        |        |       |
| AM               | 20 | Salaah Al-Yahyaei        |        | 109’  |
| FW               | 17 | Rabia Al-Alawi           |        | 46’   |
| FW               | 7  | Issam Al-Sabhi           |        | 90+5’ |
| A disposizione:  |    |                          |        |       |
| AM               | 4  | Arshad Al-Alawi          |        | 78’   |
| CB               | 5  | Juma Al-Habsi            |        |       |
| MF               | 9  | Omar Al-Malki            | 120+1’ | 78’   |
| DF               | 12 | Ahmed Al-Matrooshi       |        |       |
| FW               | 13 | Ahmed Al-Adwi            |        |       |
| MF               | 15 | Musab Al-Mamari          |        | 109’  |
| CB               | 16 | Khalid Al-Braiki         |        | 90+5’ |
| GK               | 18 | Faiz Al-Rushaidi         |        |       |
| MF               | 21 | Mataz Saleh              |        | 104’  |
| GK               | 22 | Ahmed Al-Rawahi          |        |       |
| Allenatore:      |    |                          |        |       |
| Branko Ivanković |    |                          |        |       |

## Statistiche

### Classifica marcatori
3 reti
- Ayman Hussein
- Ibrahim Bayesh

2 reti
- Amro Surag
- Ahmed Alaaeldin (1 rig.)
- Amjad Attwan (1 rig.)

1 rete
- Sumayhan Al-Nabit
- Kamil Al Aswad
- Jasim Al-Shaikh
- Sebastián Tagliabúe
- Omar Al-Dahi
- Arshad Al-Alawi

- Issam Al-Sabhi
- Aso Rostam
- Ahmed Al-Dhefiri
- Rabia Al-Alawi
- Mustafa Nadhim
- Turki Al-Ammar

- Harib Al-Saadi
- Hussein Ali Al-Saedi
- Mahdi Al-Humaidan
- Shabaib Al-Khaldi
- Fábio Lima
- Tameem Al-Abdullah

- Jameel Al-Yahmadi
- Omar Al-Malki
- Manaf Younis
- Musab Al-Juwayr (1 rig.)
- Abdulwasea Al Matari (1 rig.)
- Abdulla Yusuf Helal (1 rig.)

- Salaah Al-Yahyaei (1 rig.)